# Överståthållarämbetet
Överståthållarämbetet (ÖÄ) var den högsta civila förvaltningsmyndigheten under Kungl. Maj:t för Stockholms stad åren 1634 till 1967. Myndigheten leddes av överståthållaren med en underståthållare som ställföreträdare och närmaste medarbetare. Överståthållaren och överståthållarämbetet motsvarade för Stockholms stad landshövdingarna och länsstyrelserna i övriga Sverige. Vissa befogenheter delades dock med borgarna i magistraten och från 1863 med kommunen Stockholms stad.

## Historik

### 1600-talet: Inrättande och uppgift
1634 års regeringsform, genom vilken ordnad lantregering (länsstyrelse) infördes i Sverige, påbjöd, att Stockholms stad skulle ha en särskild styresman med titeln ”öfverståthållare”. Överståthållaren skulle vara den förste bland Kunglig Majestäts befallningshavande och alltid vara en av rikets råd. I § 24 säges, att ”hans ämbete skall vara att si uppå och drifva Stockholms slotts byggning och hvad annan byggning konungen förehafver i Stockholm. Sedan skall han enkannerligen vara stadsens och borgerskapets förman”. I det ursprungliga förslaget till regeringsform benämndes han ”öfverburggrefve”, men detta namn ändrades vid överläggning i rådet 11 juni 1634. 

### 1700-talet: Instruktion för överståthållaren
I 1720 års regeringsform bestämdes, att överståthållarämbetet skulle besättas med män utom rådet. År 1776 fick överståthållaren sin första allmänna instruktion, och i en förnyad instruktion 1791 upphävdes överståthållarens tillsyn och befattning med Stockholms slott och dess byggnad.

### 1800-talet: Utveckling och organisering
I 1800-talets början delades ämbetet upp i tre avdelningar: 
- Överståthållarens kansli (till 1791 kallat Slottskansliet). Här handlades utsökning, det vill säga indrivning av skatter och avgifter. Kansliet anvarade även för byggnadsärenden.
- Överståthållarämbetets avdelning för uppbördsärenden, senare även kallat Skatteverket. Utöver fastighetsskatt (kallade krono- och kommunalutskylder), tillfälliga skatter (bevillning) och tull- och stämpelavgifter svarade avdelningen även för folkbokföring (mantalsskrivning).
- Överståthållarämbetet för polisärenden, som från 1865 delades i poliskammaren och den nyinrättade polisdomstolen. Poliskammaren bestod i sin tur av detektiva avdelningen (senare kriminalavdelningen), ordonnansavdelningen, centralavdelningen, hamnavdelningen och distriktsavdelningen. När polisskolan upprättades 1917 hörde även den hit.

### 1900-talet: Avveckling och uppgång i Stockholms län
Under 1960-talet beslutades att överståthållarämbetet skulle avvecklas, och den 1 januari 1968 uppgick statens förvaltning av Stockholms stad i Stockholms län. Då hade redan de flesta av överståthållarens uppgifter överförts till kommunen Stockholms stad. Fram till 1904 hade överståthållaren till exempel varit självskriven som ordförande i Stockholms stadsfullmäktige, en post som därefter tillsattes genom demokratiska val snarare än utnämning.
Den siste överståthållaren – Allan Nordenstam – blev också den förste landshövdingen i det nya sammanslagna Stockholms län.

## Kansli och residens
Överståthållaren hade sin bostad i Tessinska palatset på Slottsbacken 4 medan dess kansli var lokaliserat till Slottsbacken 6. Numera huserar Kammarkollegiet på denna senare adress.

## Heraldiskt vapen

Överståthållarämbetets vapen före 1938.

Överståthållarämbetet förde ursprungligen en blå sköld med ett Sankt Erikshuvud mellan tre kronor av guld. Eftersom vapnet stred mot lagen om Sveriges riksvapen fastställde Kungl. Maj:t den 28 januari 1938 ett nytt vapen med följande blasonering: I med kronor av guld bestrött blått fält ett krönt Sankt Erikshuvud av guld. Sedan 1999 använder överkommendanten i Stockholm samma sköld lagd över ett svärd och en kommandostav.

## Lista över överståthållare 1634–1967
|       | Namn                            | Porträtt | Levnadsår | Ämbetsperiod    | Noteringar              |
| ----- | ------------------------------- | -------- | --------- | --------------- | ----------------------- |
| 1.    | Clas Larsson Fleming            |          | 1592-1644 | 1634-1644       | förste överståthållaren |
| 2.    | Knut Jöransson Posse            |          | 1592-1664 | 1645-1650       |                         |
| 3.    | Herman Claesson Fleming         |          | 1619-1673 | 1650–1652       |                         |
| 4.    | Schering Rosenhane              |          | 1609-1663 | 1652–1663       |                         |
| 5.    | Claes Åkesson Tott d.y.         |          | 1630-1674 | 1664–1665       |                         |
| 6.    | Axel Carlsson Sparre            |          | 1620-1679 | 1665–1673       |                         |
| 7.    | Claes Rålamb                    |          | 1622-1698 | 1673–1678       |                         |
| 8.    | Jöran Göransson Gyllenstierna   |          | 1632-1686 | 1678–1682       |                         |
| 9.    | Kristofer Gyllenstierna         |          | 1647-1705 | 1682–1705       |                         |
| 10.   | Knut Posse                      |          | 1645-1714 | 1705–1714       |                         |
| (tf.) | Jacob Burensköld                |          | 1655-1738 | 1710–1711       |                         |
| (tf.) | Jacob Spens                     |          | 1656-1721 | 1714            |                         |
| 11.   | Gustaf Adam Taube               |          | 1673-1732 | 1714–1732       |                         |
| 12.   | Michael Törnflycht              |          | 1683-1738 | 1732–1738       |                         |
| 13.   | Rutger Fuchs                    |          | 1682-1753 | 1739–1753       |                         |
| 14.   | Johan Christoffer von Düring    |          | 1695-1759 | 1753–1759       |                         |
| 15.   | Jakob Albrekt von Lantinghausen |          | 1699-1769 | 1759–1769       |                         |
| 16.   | Axel Wrede Sparre               |          | 1708-1772 | 1770–1772       |                         |
| 17.   | Thure Gustaf Rudbeck            |          | 1714-1786 | 1772–1773       |                         |
| (tf.) | Carl Fredrik Pechlin            |          | 1720-1796 | 1772            |                         |
| 18.   | Carl Sparre                     |          | 1723-1791 | 1773–1791       |                         |
| (tf.) | Adolf Fredrik Munck             |          | 1749-1831 | 1789            |                         |
| 19.   | Gustaf Mauritz Armfelt          |          | 1757-1814 | 1792            |                         |
| 20.   | Carl Vilhelm Modée              |          | 1735-1798 | 1792–1795       |                         |
| 21.   | Hans Henric von Essen           |          | 1755-1824 | 1795–1797       |                         |
| 21.   | Samuel af Ugglas                |          | 1750-1812 | 1797            |                         |
| -     | Vakans i ämbetet 1797-1800      |          |           |                 |                         |
| 22.   | Samuel af Ugglas                |          | 1750-1812 | 1800            |                         |
| -     | Vakans i ämbetet 1800-1809      |          |           |                 |                         |
| 23.   | Vilhelm Mauritz Klingspor       |          | 1744-1814 | 1809–1810       |                         |
| (tf.) | Anders Fredrik Skjöldebrand     |          | 1757-1834 | 1810–1812       |                         |
| 24.   | Carl Mörner                     |          | 1755-1821 | 1812–1818       |                         |
| (tf.) | Johan August Sandels            |          | 1764-1831 | 1815            |                         |
| (tf.) | Olof Rudolf Cederström          |          | 1764-1833 | 1816-1818       |                         |
| (tf.) | Daniel Edelcreutz               |          | 1761-1828 | 1818-1828       |                         |
| (tf.) | Carl Johan af Nordin            |          | 1785-1850 | 1828-1830       |                         |
| 25.   | Jakob Vilhelm Sprengtporten     |          | 1794-1875 | 1830-1838       |                         |
| (tf.) | Axel Johan Adam Möllerhjelm     |          | 1787–1846 | 1838–1842       |                         |
| (tf.) | Claes Hans Rålamb               |          | 1784–1867 | 1839            |                         |
| (tf.) | Mauritz Axel Lewenhaupt         |          | 1791–1868 | 1841, 1842–1844 |                         |
| 26.   | Jakob Vilhelm Sprengtporten     |          | 1794-1875 | 1844–1848       |                         |
| 27.   | Jakob Essen Hamilton            |          | 1797-1864 | 1848–1862       |                         |
| 28.   | Gillis Bildt                    |          | 1820-1894 | 1862–1874       |                         |
| 29.   | Gustaf af Ugglas                |          | 1820-1895 | 1874–1888       |                         |
| 30.   | Claës Gustaf Adolf Tamm         |          | 1838-1925 | 1888–1902       |                         |
| (tf.) | Fredrik von Essen               |          | 1831-1921 | 1899            |                         |
| 31.   | Robert Dickson                  |          | 1843-1924 | 1902–1911       |                         |
| 32.   | Carl Hederstierna               |          | 1861-1928 | 1911–1912       |                         |
| 33.   | Johan Ramstedt                  |          | 1852-1935 | 1912–1920       |                         |
| 34.   | Carl Hederstierna               |          | 1861-1928 | 1920–1928       |                         |
| 35.   | Gustaf Henning Elmquist         |          | 1871-1933 | 1928–1933       |                         |
| 36.   | Torsten Nothin                  |          | 1884-1972 | 1933–1949       |                         |
| 37.   | Johan Hagander                  |          | 1896-1991 | 1949–1963       |                         |
| 38.   | Allan Nordenstam                |          | 1904-1982 | 1963–1967       |                         |